# Pasites maculatus
Pasites maculatus ist eine Biene aus der Gattung der Pasites, innerhalb der Familie der Apidae. Die Art ist in der Schweiz in der Roten Liste gefährdeter Arten als stark gefährdet (Kategorie 2) aufgenommen.

## Merkmale
Die Bienen erreichen eine Körperlänge von 7 bis 8 Millimetern. Ihr Hinterleib ist, wie auch ihre Beine überwiegend rot und trägt auf den Tergiten breite, weiße Haarflecke. Sie sind auf allen Segmenten deutlich voneinander getrennt.

## Vorkommen
Die Art ist von Nordafrika über Mitteleuropa bis nach Zentralasien verbreitet. Sie fehlt in Deutschland, in der Schweiz ist sie aus dem Wallis bekannt. In Österreich war sie im Burgenland und Niederösterreich, ist aber verschollen.
P. maculatus kommt an trockenwarmen Standorten, Weinbergen, Trockenrasen und Steppen vor.

## Lebensweise
Die Flugzeit liegt zwischen Mai und Juli. Die Weibchen legen die u-förmigen Eier in Nester von Nomia (Schienenbienen), wo die Larven als Kleptoparasiten leben.